# Thyris usitata
Thyris usitata là một loài bướm đêm thuộc họ Thyrididae. Nó được tìm thấy ở Nga và Nhật Bản.

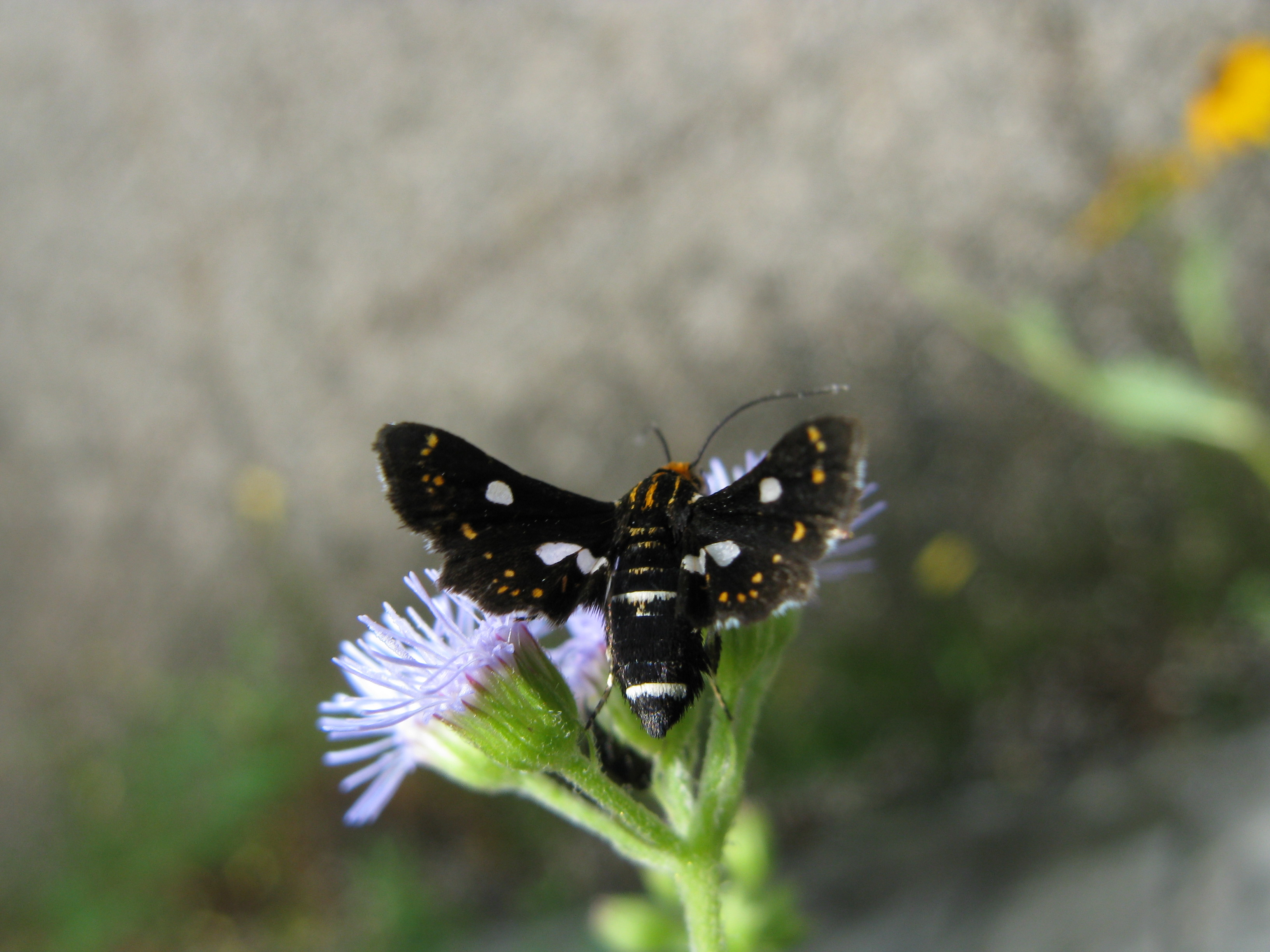

## Phụ loài
- Thyris usitata siberica (south Siberian mountains)
- Thyris usitata usitata (Sakhalin)
- Thyris usitata ussuriensis (Amur và Primorye)

## Hình ảnh

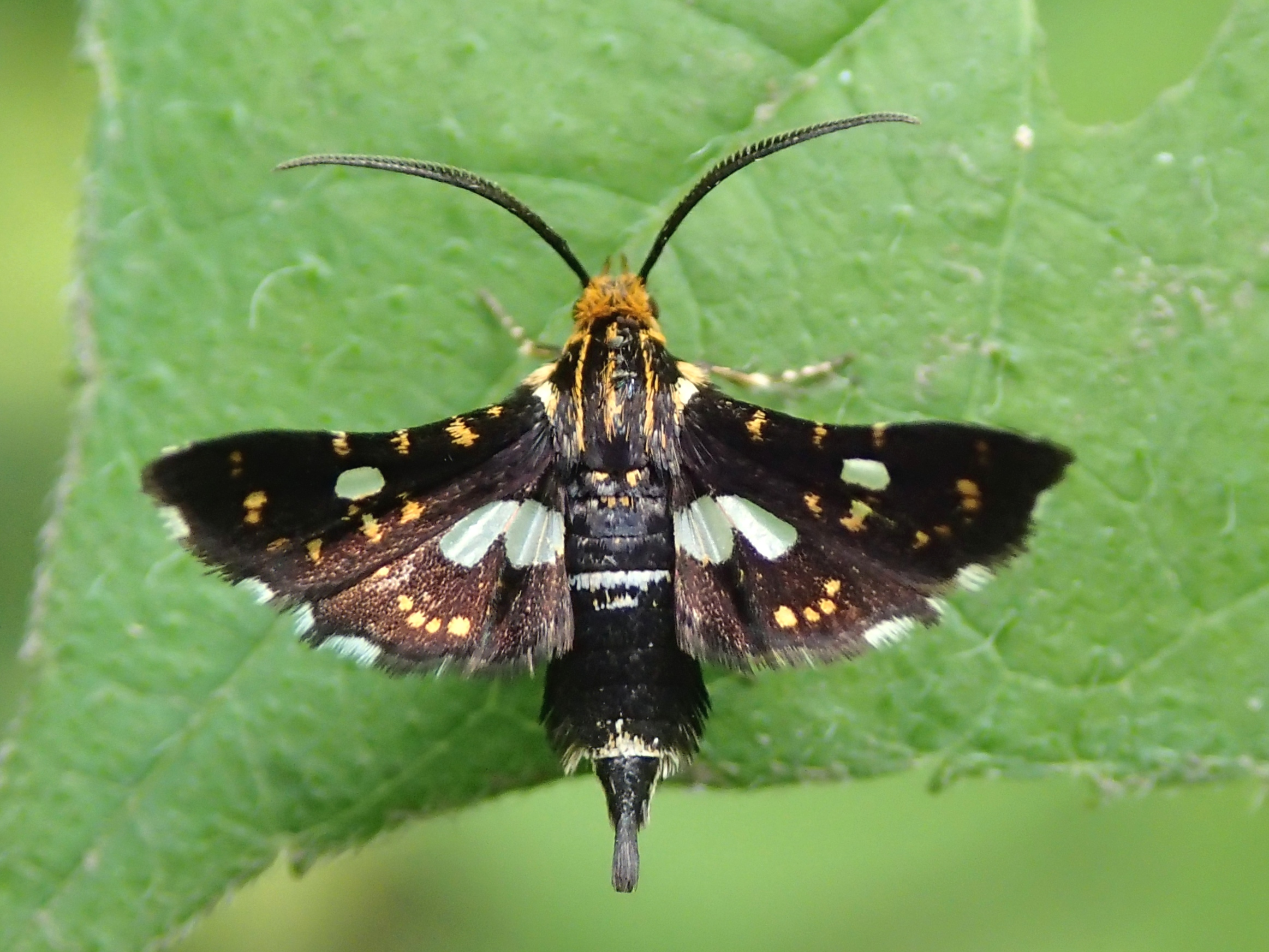
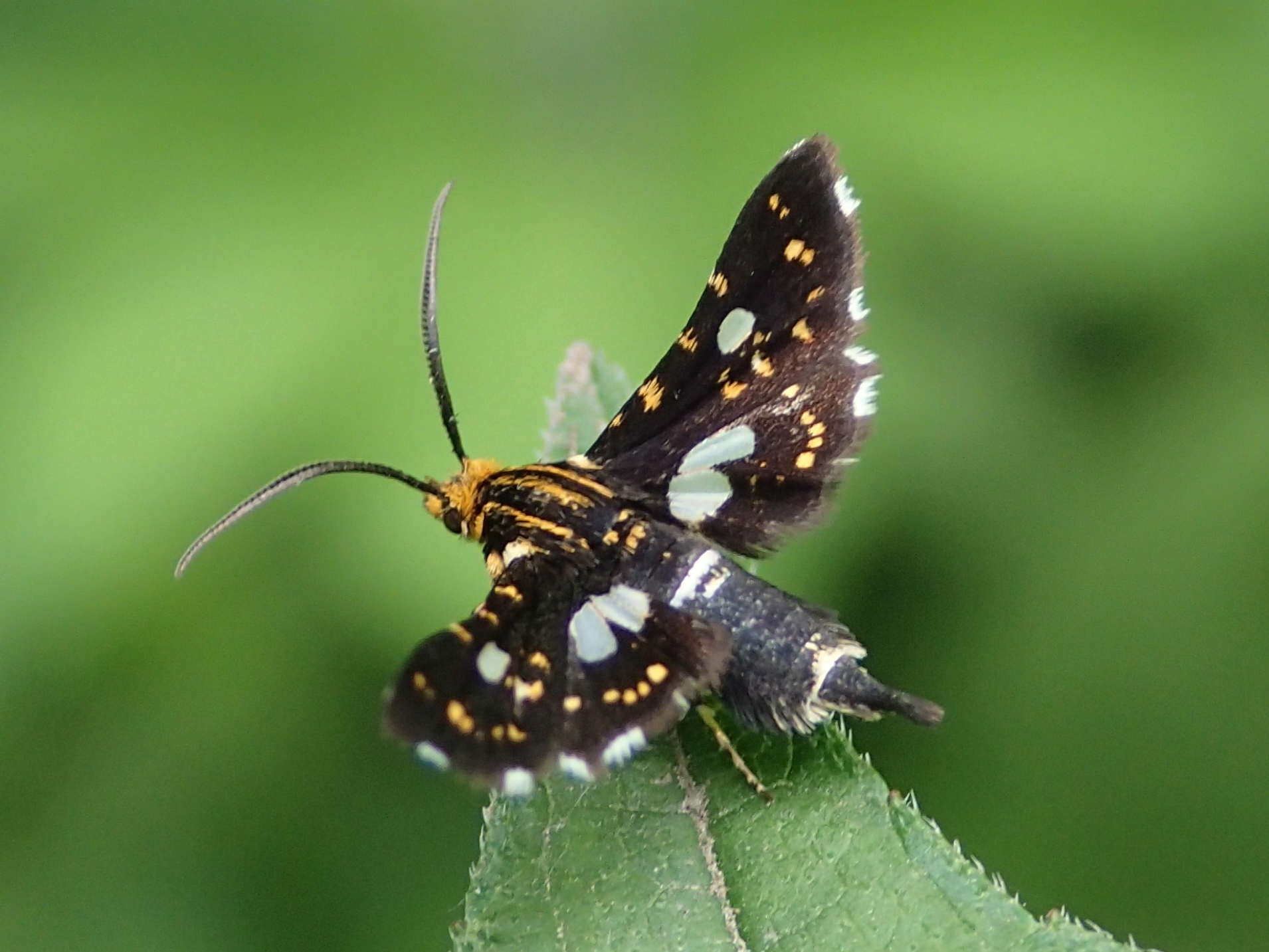